# NK Bura Zastražišće
NK Bura iz Zastražišća, otok Hvar, bivši hrvatski nogometni klub.

## Povijest
Osnovan je 1935. godine.